# Thakle
Thakle (nep. थाक्ले) – gaun wikas samiti we wschodniej części Nepalu w strefie Sagarmatha w dystrykcie Okhaldhunga. Według nepalskiego spisu powszechnego z 2001 roku liczył on 476 gospodarstw domowych i 2656 mieszkańców (1368 kobiet i 1288 mężczyzn).